# Tanjung Marulak Hilir
Tanjung Marulak Hilir is een bestuurslaag in het regentschap Tebing Tinggi van de provincie Noord-Sumatra, Indonesië. Tanjung Marulak Hilir telt 4634 inwoners (volkstelling 2010).